# Nu bort med allt som ängslar
Nu bort med allt som ängslar är en psalmtext med tre verser. Den sjungs till samma melodi som psalmen Förlossningen är vunnen.

## Publicerad i
- Andeliga Sånger ur "Ahnfelts Sånger" 1855  i 7:e häftet nr 91. Återutgivna av EFS 1893.
- Guds lov 1935, nr 196 under ribriken "Trons visshet".
- Sions Sånger 1951 nr 137
- Sions Sånger 1981 nr 191 under rubriken "Tack och Lov".
- Lova Herren 1988 nr 197 under rubriken "Trons grund".

Sions Sånger och Psalmer nr 14